# دبليو. لويد جونز
دبليو. لويد جونز (بالإنجليزية: W. Lloyd Johns)‏ هو أكاديمي أمريكي، ولد في 25 مايو 1930.